# Dundonald (South Ayrshire)
Ne doit pas être confondu avec Dundonald (comté de Down).
Dundonald est un village situé dans le South Ayrshire, en Écosse.